# إنغول
إنِغول (بالتركية: İnegöl) مدينة في تركيا تقع شمال غرب البلاد في محافظة بورصة، بلغ عدد سكان المدينة حسب إحصاءات السكان سنة 2011م مئتان وسبعة وثمانون ألف نسمة، تشتهر المدينة بطبق الكفتة، وتشتهر كذلك بصناعة الأثاث، تقع إنِغول قريباً من جبل أولوداغ الذي يقصده الكثير من الناس بغرض التزلج على الجليد.

## توأمة
لإينغول اتفاقيات توأمة مع كل من:
- دوناويفاروش.
- روستاوي (9 سبتمبر 2002م).

## أعلام
- حسين شاهين.
- جميل كافوكتش.
- هاندا سورال.
- أيهان أكمان.

## اقرأ أيضا
- قائمة مدن تركيا.
- فتح كولاجا حصار.